# NGC 5499
NGC 5499 (również PGC 50623 lub UGC 9074) – galaktyka spiralna (S0-a), znajdująca się w gwiazdozbiorze Wolarza. Odkrył ją Édouard Jean-Marie Stephan 13 maja 1882 roku. Jest to galaktyka z aktywnym jądrem typu LINER.